# محمود خضرایی
محمود خضرایی (زاده ۱۵ خرداد ۱۳۲۶ در تهران - درگذشته ۱ اسفند ۱۳۶۴ در اهواز) سرهنگ خلبان اف- ۴ فانتوم ۲ نیروی هوایی ارتش جمهوری اسلامی ایران و فرمانده مرکز آموزش‌های هوایی این نیرو از اسفند ۱۳۶۳ تا زمان مرگ بود. او در ۱ اسفند سال ۱۳۶۴ در یک حمله هوایی در جنگ ایران و عراق در اهواز کشته شد.

## سابقه نظامی
وی در سال ۱۳۴۵ وارد دانشکده افسری ارتش شد و سه سال بعد با درجه ستوان دومی فارغ تحصیل شد. محمود خضرایی پس از اعزام به آمریکا، موفق شد گواهینامه خلبانی اف- ۴ فانتوم ۲  را دریافت کند. وی در اواخر سال ۱۳۶۳ به سمت فرمانده مرکز آموزش‌های هوایی نیروی هوایی ارتش جمهوری اسلامی ایران منصوب شد و تا پایان عمرش در همین پست خدمت می‌کرد.

## درگذشت
هواپیمای  فوکر اف۲۷ فرندشیپ به خلبانی عبدالباقی درویش در جریان عملیات والفجر ۸، در ۲۵ کیلومتری شمال اهواز عازم جبهه‌های جنگ بود که هواپیمای حامل آنها در محاصره دو فروند میگ-۲۳ عراقی قرار گرفت و همه ۵۰ سرنشین آن، از جمله سرهنگ محمود خضرایی به همراه فضل‌الله محلاتی و تعدادی از نمایندگان مجلس شورای اسلامی و قضات دیوان عالی کشورکشته شدند.
 